# John Davis (explorador anglès)
 John Davis  (Sandridge, prop de Dartmouth, 1543 - 27 de desembre (o 29) de 1605), va ser un dels principals navegants i exploradors anglesos durant el regnat d'Elisabet I, especialment en les regions polars. Davis és també, segons els britànics, el descobridor de les illes Malvines.

## Biografia
John Davis (Davys) va néixer el 1543 a Sandridge, prop del port pesquer de Dartmouth. Sent encara noi es va fer mariner i es va embarcar amb Adrian Gilbert, i gràcies a ell va conèixer Walter Raleigh. Els tres provenien de famílies de Devon, cosa que possiblement va afavorir a forjar la seva amistat.

### Les expedicions a l'Àrtic

#### 1583. Primer viatge a l'Àrtic
El gener de 1583 Davis sembla haver ensenyat un mapa sobre un pas del Nord-oest a Francis Walsingham, secretari de la reina, i al seu assessor geogràfic John Dee. Després d'un període de consultes, el 1585 va començar la seva primera expedició al nord-oest. El vaixell i els diners van ser proporcionats pels comerciants de Londres i Davis va partir de Darmouth el 7 de juny d'aquell any, al capdavant del Sunneshine, de Londres i 50 tones, i el Mooneshine, de Dartmouth i 35 tones. Després de trobar-se amb la frontera de gel a la costa oriental de Groenlàndia va seguir cap al sud fins al cap Farewell. Des d'allà va tornar a anar cap al nord, seguint el litoral occidental de Groenlàndia, fins que, en trobar el mar lliure de gel, es va dirigir a l'oest pensant haver trobat el camí que el duria cap a la Xina. Va creuar les aigües que avui porten el seu nom - l'estret de Davis - i als 66° N es va trobar amb les costes de l'illa de Baffin i, tot i que va seguir cap al nord, internant-se a la badia de Cumberland, amb l'esperança que fos l'anhelat pas, va haver de fer marxa enrere a finals d'agost, arribant a Anglaterra el 30 de setembre.

#### 1586. Segon viatge a l'Àrtic
Ho va intentar de nou tres anys més tard, el 1586, salpant el 7 de maig, amb els mateixos vaixells als quals es van unir el Mermayde, de 120 tones, i una pinassa, la North Starr, de 10 tones. L'expedició es va dividir, anant el Sunneshine i el Nord Starr cap al nord, intentant trobar el pas entre Groenlàndia i Islàndia. No van aconseguir passar, retinguts pel gel i el North Starr es va perdre en una tempesta. Els altres dos vaixells van seguir la mateixa ruta de l'any anterior, aconseguint arribar a l'estret de Davis. Van trobar pitjors condicions que en l'anterior viatge i el Mermayde, poc adequat per navegar al gel, va ser enviat de tornada. La Mooneshine va seguir creuant les aigües de l'estret fins a la riba d'illa de Baffin, però el gel la va aturar aproximadament als 67° N. Davis va navegar llavors en direcció sud, fins aproximadament els 54° 30′ N i va emprendre el retorn, arribant a casa el 14 d'octubre.

#### 1589. Tercer i últim viatge a l'Àrtic

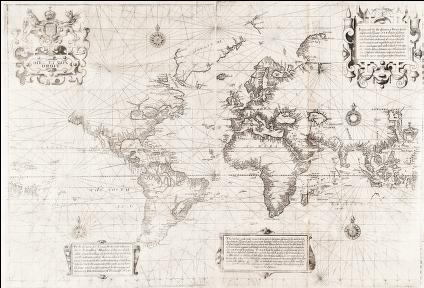
"Gran mapa del món» (1598-1600) d'Edward Wright, que recull alguns dels descobriments de Davis.

El 19 de maig de 1589 Davis va partir en el seu tercer i últim viatge a l'Àrtic en una petita pinassa de 20 tones, l'Ellen, de Londres. Va navegar amb condicions excepcionals tot seguint la costa occidental de Groenlàndia en aigües lliures fins als 72° 92′ N (una mica més al nord d'Upernavik) abans que el gel li impedís el pas. Llavors va seguir cap a l'oest fins que novament va ser bloquejat pel gel. Virà cap al sud seguint la costa de l'illa de Baffin i explorà de nou la badia de Cumberland, i va observar les entrades de l'actual badia Frobisher i de l'estret de Hudson. Al mateix temps va donar nom al cap Chudleigh (ara cap Chidley), en el seu límit sud-est. Va seguir cap al sud, vorejant la costa de la Terranova i va entrar al fiord de Labrador, que encara porta el seu nom («Davis Inlet») i finalment va arribar als voltants del «Hamilton Inlet», abans de posar proa en direcció est de retorn a les illes Britàniques. Va arribar a casa el 15 de setembre, després de navegar amb èxit en la seva petita embarcació a través de més de 20° d'aigües àrtiques.
Davis, en aquest darrer viatge, va realitzar mapes dels grans estrets de les costes de Groenlàndia, Baffin i Labrador, va anotar acuradament moltes observacions sobre les condicions del gel, el terreny, les formacions rocoses, el clima, la vegetació i la vida animal. La seva descripció dels esquimals és una de les primeres i més exactes sobre els seus hàbits de vida. El seu llibre de ruta d'aquest viatge es va convertir en un model a seguir. Les cartes originals de Davis d'aquests viatges s'han perdut, però les anotacions dels seus descobriments es van recollir als mapes de l'època publicats després de la seva tornada, com en el famós Globus Molyneux (1592) d'Emery Molyneux i sobretot en el «Gran mapa del món» (1598-1600) del seu amic, el matemàtic, Edward Wright.

### Altres viatges

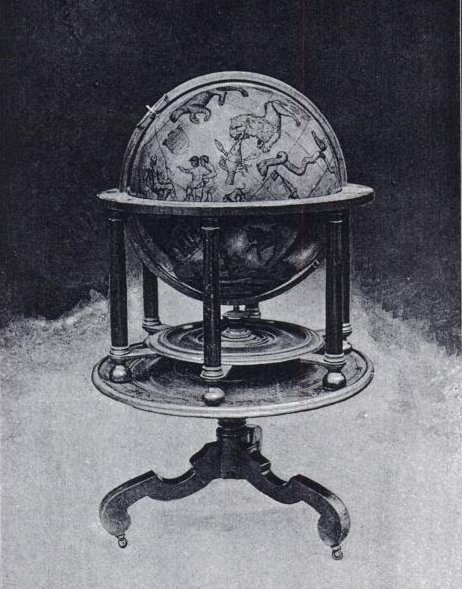
Globus Molyneux (1592), que ja recull alguns descobriments de Davis.

El 1588 sembla haver comandat el Black Dog contra l'Armada Espanyola. El 1589 es va unir al comte de Cumberland a les illes Açores i el 1591 va acompanyar a Thomas Cavendish en el seu últim viatge, en l'intent de realitzar la seva segona circumnavegació del món (la primera l'havia fet Cavendish el 1586-88 a bord del mateix vaixell, el Desire), amb el propòsit especial de buscar els descobriments per la part del darrere d'Amèrica. Després que la resta de l'expedició de Cavendish tornés sense èxit, Davis va seguir pel seu propi compte intentant arribar a l'estret de Magallanes. Derrotat pel mal temps, va descobrir les illes Malvines l'agost de 1592. La seva tripulació es va veure obligada a matar, per alimentar-se, al voltant de 24.000 pingüins. Emmagatzemaren tanta carn de pingüí com van poder i van emprendre la tornada a casa, però la carn en arribar als tròpics es va podrir, cosa que va fer que només catorze dels seus setanta-sis homes arribessin vius a casa.
En tornar, el 1593, va publicar un valuós tractat sobre pràctiques de navegació, The Seaman's Secrets (1594), i un treball més teòric, The World's Hydrographical Description (1595). La seva invenció del quadrant de Davis va ser molt utilitzat pels navegants anglesos fins molt després que l'octant s'hagués introduït.
El 1596-97 Davis sembla haver navegat amb Raleigh (com a mestre del mateix vaixell de Sir Walter) a Cadis i a les Açores, i entre 1598 i 1600 va acompanyar una expedició holandesa a les Índies Orientals com a pilot, navegant des de Flushing i tornant a Middleburg, escapant per poc de la destrucció de traïció d'Achin a Sumatra.
Entre 1601 i 1603 va acompanyar Sir James Lancaster com a primer pilot en el seu viatge al servei de la Companyia Britànica de les Índies Orientals, i el desembre de 1604 va navegar de nou amb la mateixa destinació com a pilot de Sir Edward Michelborne (o Michelbourn). En aquest viatge va ser assassinat per uns pirates japonesos davant Bintang, prop de Sumatra.

## Reconeixements
Molts punts de les latituds àrtiques conserven encara els noms que Davis els va donar. Davis és considerat, juntament amb William Baffin i Henry Hudson, un dels més importants exploradors i pioners de l'Àrtic. Comparteix amb Martin Frobisher (que va arribar uns anys abans, en la dècada de 1570), l'honor de ser un dels descobridors de l'estret de Hudson, que condueix a la badia de Hudson.